# Pièce de 20 cents de dollar canadien
La pièce de 20 cents de dollar canadien était une pièce de monnaie frappée par la Royal Mint (Royaume-Uni) pour la province du Canada, en 1858. Elle était composée de 92,5 % d'argent et de 7,5 % de cuivre. Au total, 730 392 pièces ont été frappées.

## Historique
Avec l'adoption de la Loi sur la monnaie du 1er août 1854, la province du Canada a introduit une monnaie décimale. Les pièces étaient frappées en coupures de 1, 5, 10 et 20 cents. Le nouveau dollar canadien avait une valeur égale au dollar du Nouveau-Brunswick introduit en 1852.
Afin de faciliter les transactions impliquant la livre néo-écossaise, la province du Canada a choisi d'émettre une pièce de vingt cents, ce qui équivalait à un shilling en monnaie néo-écossaise. Cependant, aucune pièce en shilling n'a été émise par la Nouvelle-Écosse, et le shilling britannique valait 20 % de plus qu'un shilling néo-écossais.
La pièce de vingt cents a souvent été confondue avec les shillings britanniques et les quarters américains et n'a donc pas été frappée au-delà de 1858. Les pièces ont été retirées de la circulation et à partir de 1885, elles ont été renvoyées à la Monnaie royale pour être refondues en pièces de 25 cents.